# Dryolestidae
De Dryolestidae zijn een familie van uitgestorven zoogdieren die leefden in het Vroeg-Krijt.

## Beschrijving
Van deze familie werden enkel de resten van enkele tanden en kaakbeenderen gevonden, die aantonen dat de ontwikkeling van de zoogdierachtige kaak in deze groep compleet was. De familie wordt in de orde Dryolestida geplaatst, waarvan onduidelijk is of ze moeten worden beschouwd als de voorouders van de Theria, of dat ze een doodlopende zijtak van diezelfde voorouders zijn.

## Geslachten.
- † Amblotherium Owen, 1871
- † Comotherium Prothero, 1981
- † Dryolestes Marsh, 1878
- † Groebertherium Bonaparte, 1986
- † Guimarotodus Martin, 1999
- † Henkelotherium Krebs, 1991
- † Herpetairus Simpson, 1927
- † Herpetarius Simpson, 1927
- † Krebsotherium Martin, 1999
- † Laolestes Simpson, 1927
- † Peraspalax Owen, 1871
- † Phascolestes Owen, 1871
- † Portopinheirodon Martin, 1999